# Wilaya de Touggourt
La wilaya de Touggourt est une wilaya algérienne créée en 2019 et officialisée en 2021, auparavant, une wilaya déléguée créée en 2015. Elle est située dans la Sahara algérien.

## Géographie
La wilaya de Touggourt est située dans le Sahara algérien, sa superficie est de 17 428 km2.
Elle est délimitée :
- au nord par la wilaya d'El M'Ghair  ;
- à l'est par la wilaya d'El Oued ;
- à l'ouest et au sud par la wilaya de Ouargla.

|         | El M'Ghair          |         |
| Ouargla | wilaya de Touggourt | El Oued |
|         | Ouargla             |         |

## Histoire
La wilaya de Touggourt est créée le 26 novembre 2019. En 2021, le président Tebboune, officialise le nouveau découpage administratif.
Auparavant, elle était une wilaya déléguée, créée selon la loi no 15-140 du 27 mai 2015, portant création de circonscriptions administratives dans certaines wilayas et fixant les règles particulières qui leur sont liées, ainsi que la liste des communes qui sont rattachées à elle. Avant 2019, elle était rattachée à la wilaya de Ouargla.

## Organisation de la wilaya
Lors du découpage administratif de 2015, la wilaya déléguée de Touggourt est constituée de 13 communes et 5 
daïras.

### Liste des walis
| N° | Wali               | Début            | Fin              |
| -- | ------------------ | ---------------- | ---------------- |
| 1  | Nacer Sebaa        | 21 février 2021  | 6 septembre 2023 |
| 2  | Abdelaaziz Athmane | 6 septembre 2023 | en cours         |

### Daïras
Le tableau suivant donne la liste des daïras de la wilaya de Touggourt
| Daïra      | Nombre de communes | Communes                                      | Superficie (km²) | Population (hab.) |
| ---------- | ------------------ | --------------------------------------------- | ---------------- | ----------------- |
| El Hadjira | 2                  | El Hadjira, El Allia                          |                  |                   |
| Megarine   | 2                  | Megarine, Sidi Slimane                        |                  |                   |
| Taibet     | 3                  | Benaceur, M'Naguer, Taibet                    |                  |                   |
| Tamacine   | 2                  | Blidet Amor, Tamacine                         |                  |                   |
| Touggourt  | 4                  | Nezla, Tebesbest, Touggourt, Zaouia El Abidia |                  |                   |

## Démographie
Selon le recensement général de la population et de l'habitat de 2008, l'ensemble des communes de la wilaya de Touggourt comptait 247 221 habitants.